# Golavabuka
Golavabuka – wieś w Słowenii, w gminie miejskiej Slovenj Gradec. W 2018 roku liczyła 197 mieszkańców. 